# Râul Cornești, Balciu
Râul Cornești este un curs de apă, afluent al râului Cornet.